# Ruellia brandbergensis
Ruellia brandbergensis är en akantusväxtart som beskrevs av Lars Erik Kers. Ruellia brandbergensis ingår i släktet Ruellia och familjen akantusväxter. Inga underarter finns listade i Catalogue of Life.